# The Oil Gush in Balakhany
The Oil Gush in Balakhany (em azeri: Balaxanıda neft fontanı) é um filme de 1898 dirigido pelo pioneiro do cinema no Azerbaijão Aleksandr Mişon. Foi filmado em 4 de agosto de 1898 em Baku e apresentado na Exibição Internacional em Paris.